# Christian Hilfgott Brand

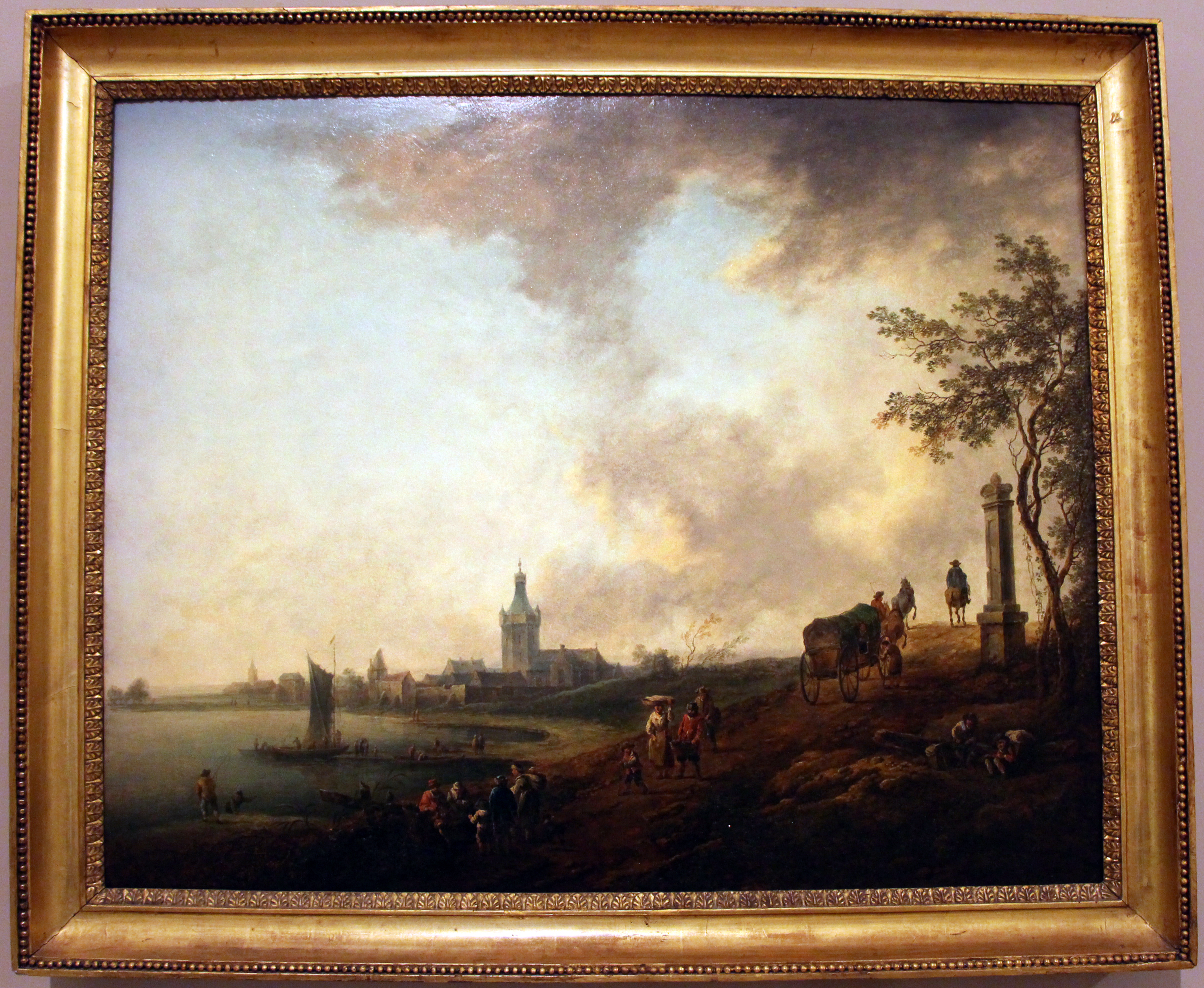
Veduta di città con mare calmo, 1750 ca. (Museo Poldi Pezzoli)

Christian Hilfgott (o Hülfgott) Brand, o Brandt (Francoforte sull'Oder, 16 marzo 1694 – Vienna, 22 luglio 1756), è stato un pittore tedesco paesaggista, che visse e lavorò a lungo a Vienna.

## Biografia
Studiò inizialmente ad Amburgo e successivamente a Ratisbona, dove, conosciuto Christoph Ludwig Agricola, si specializzò in pittura paesaggistica.
Intorno al 1720 si trasferì a Vienna dove studiò fino al 1728 alla Akademie der Bildenden Künste con il maestro Jacob van Schuppen. Nel 1738 divenne pittore di corte imperiale, carica che mantenne per tutta la vita.
Nel 1751 fu eletto membro onorario della Akademie der Bildenden Künste e nel 1754 divenne consulente accademico.
Caratteristica delle sue opere è l'utilizzo di un forte chiaroscuro ed ombre marcate.
I suoi paesaggi, che rivelano suggestioni del lavoro di Nicolaes Berchem e di Herman Saftleven II, influenzarono le opere di altri pittori, quali Johann Wilhelm Becker e Philipp Hieronymus Brinckmann.
Fu suo allievo il figlio Johann Christian Brand.

## Opere
- Paesaggio montuoso con antiche rovine su una collina, olio su tela, 213,5 x 159,5 cm[6]
- Paesaggio con mucca che guada un torrente, olio su tela, 213,5 x 159,5 cm[7]
- Ampio paesaggio boscoso con figure a riposo, olio su tela sopra pannello, 20 x 26,5 cm[8]
- Paesaggio montano con viaggiatori su un sentiero, olio su tela, 175 x 115 cm[9]